# 昭建
株式会社昭建（しょうけん）は滋賀県大津市にある建設会社。東京都足立区・愛知県愛西市・兵庫県神戸市にある同名の会社とは資本・人材関係はない。

## 沿革
大正12年（1923年）に大津市で創業。大津市周辺で土木建築の請負を創めた。その後はしだいに建設業全般を手がけるようになっていった。

## 会社概要
滋賀県下ではトップシェアの総合建設会社。昭和40～50年代の建設ブームの時はびわ湖放送のCMで「アスコンの昭建」を連日PRしていた。独自の工法を考案しての地下工事・道路工事が特徴になっており、各種建材・工法の研究・試験も自社で行っている。

## 営業所・支店
- 大阪支店 〒567-0866 大阪府茨木市高浜町3-37
- 彦根支店 〒522-0023 滋賀県彦根市原町194
- 甲賀支店 〒520-3113 滋賀県湖南市石部北2-2-20
- 湖南支店 〒520-3032 滋賀県栗東市苅原152-1
- 長浜支店 〒526-0817 滋賀県長浜市七条町860-1
- 中部支店 〒512-1102 三重県四日市市小山町西北野3236-1
- 大阪営業所 〒538-0037 大阪府大阪市鶴見区焼野二丁目南7-18
- 甲賀営業所 〒528-0056 滋賀県甲賀市水口町北泉二丁目13番地

## 生産拠点
- 大阪アスコン工場 〒567-0866 大阪府茨木市高浜町3-37
- 石部アスコン工場 〒520-3113 滋賀県湖南市石部北2-2-20
- 長浜アスコン工場 〒526-0817 滋賀県長浜市七条町860-1
- 三重アスコン工場 〒512-1102 三重県四日市市小山町西北野3236-1